# Айндлінг
Айндлінг (нім. Aindling) — громада в Німеччині, знаходиться в землі Баварія. Підпорядковується адміністративному округу Швабія. Входить до складу району Айхах-Фрідберг.
Площа — 31,43 км2. Населення становить 4565 ос. (станом на 31 грудня 2020).